# Amplificator operațional
Amplificatoarele operaționale sunt amplificatoare cu un câștig mare în tensiune, folosite uzal în configurații cu reacție.
Denumirea de operaționale provine de la faptul că inițial au fost folosite pentru realizarea analogică a unor operații matematice, cum ar fi: adunarea, scăderea, integrarea, derivarea, logaritmarea, etc.

## Istorie

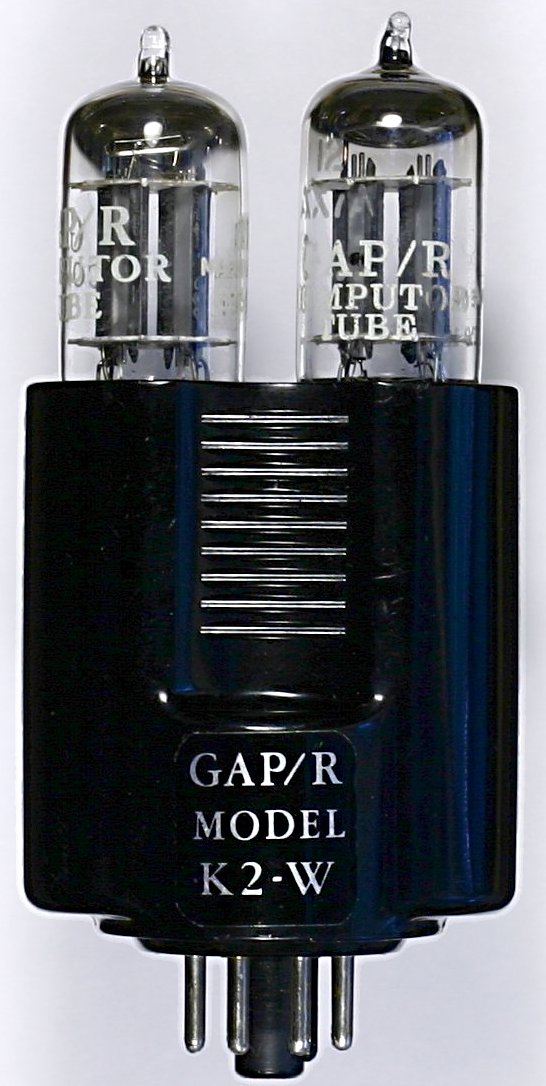
GAP/R K2-W: un modul de amplificator operațional realizat cu tuburi (1953)

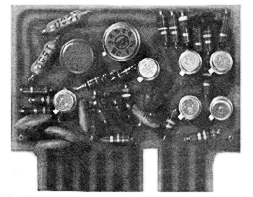
Amplificator operațional compus din elemente discrete (1961)

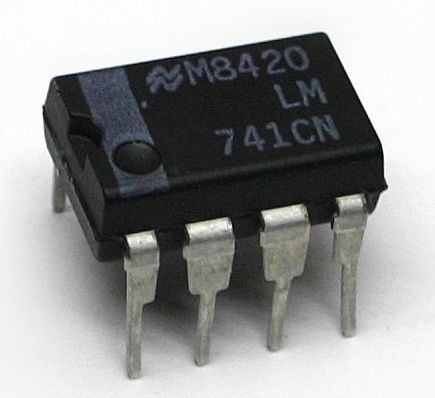
Un amplificator operațional într-un pachet DIP8

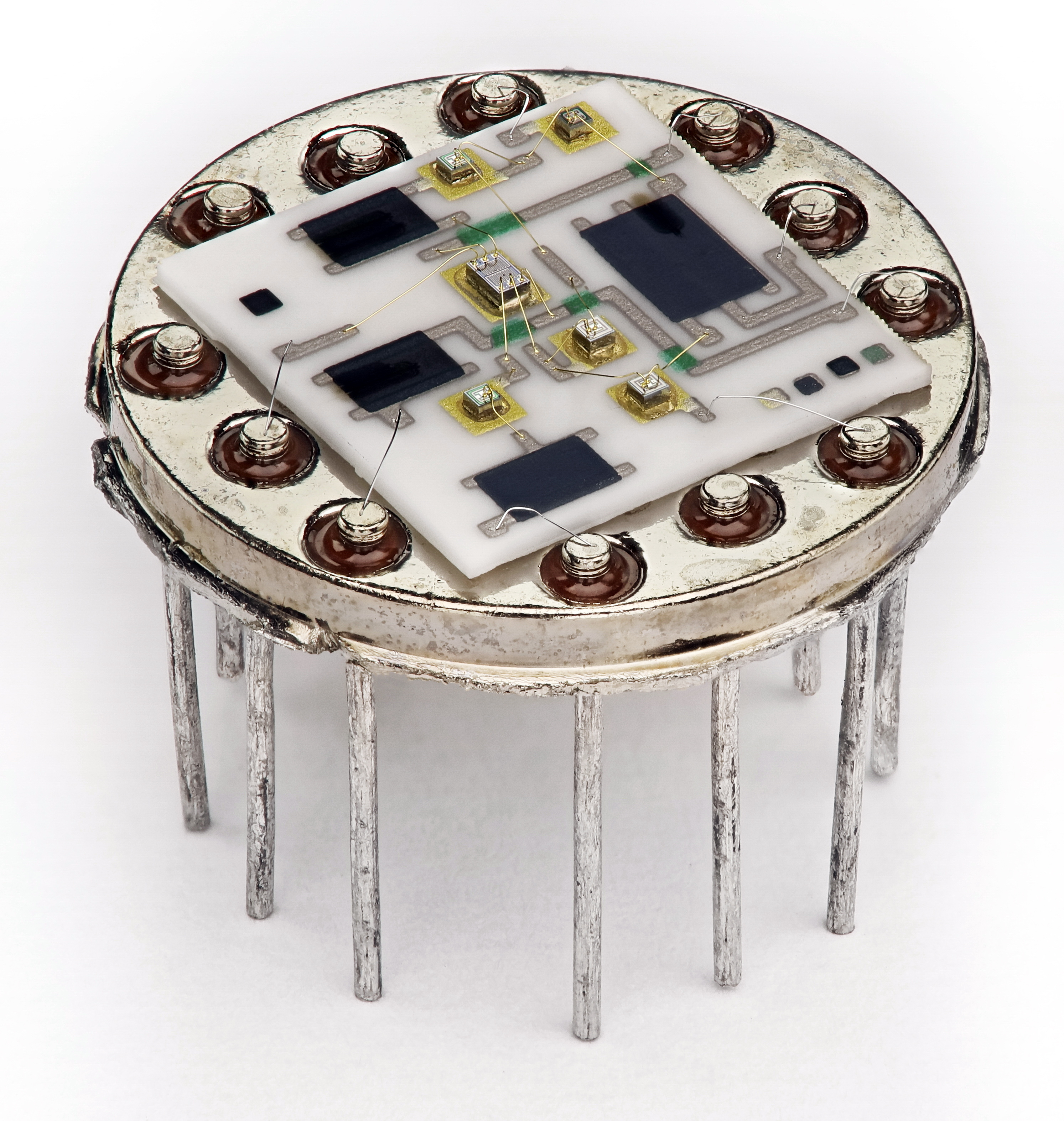
LH0033CG: un amplificator operațional IC hibrid de mare viteză

1941Pentru prima dată este realizat un  amplificator operațional ce folosește tuburi electronice. Descrierea unui amplificator operațional, definit ca un amplificator cu feedback negativ, de uz general, cuplat în curent continuu, câștig mare, este găsit pentru prima dată în brevetul SUA 2.401.779 „Summing Amplifier” depus de Karl D. Swartzel Jr. de la Bell Labs în 1941. Pentru acest design s-au folosit trei tuburi electronice și s-a obținut un câștig de 90 dB și a funcționat alimentat diferențial din surse de tensiune de ±350 V. Amplificatorul avea o singură intrare inversoare, și nu intrări inversoare și neinversoare diferențiale, așa cum sunt comune în amplificatoarele operaționale folosite astăzi.
1947Pentru prima dată este realizat un amplificator operațional ce conține și o intrare de semnal fără inversare. În 1947, amplificatorul operațional a fost definit și numit pentru prima dată oficial într-o lucrare de către John R. Ragazzini de la Universitatea Columbia. În aceeași lucrare, o notă de subsol a menționat un proiect de amplificator operațional de către un student care s-ar dovedi a fi destul de semnificativ. Acest amplificator operațional, proiectat de Loebe Julie, a avut două inovații majore. La intrarea in circuit a folosit o pereche de triode cu coadă lungă care aveau sarcini împerecheate pentru a reduce deviația la ieșire și, mult mai important, a fost primul design de amplificator operațional care a avut două intrări (una inversoare, cealaltă neinversoare). Intrarea diferențială a făcut posibilă o întreagă gamă de funcționalități noi, dar nu va fi folosită mult timp din cauza dezvoltării amplificatorului stabilizat de tip chopper.
1949Edwin A. Goldberg a proiectat un amplificator operațional stabilizat de tip chopper.Pentru această configurație se folosește un amplificator operațional normal împreună cu un amplificator de curent alternativ suplimentar care funcționează simultan cu amplificatorul operațional. Chopperul primește un semnal AC de la DC prin comutarea între tensiunea DC și masă la o rată rapidă (60 Hz sau 400 Hz). Acest semnal este apoi amplificat, rectificat, filtrat și introdus în intrarea neinversoare a amplificatorului operațional. Acest lucru a îmbunătățit considerabil câștigul amplificatorului operațional, reducând în același timp în mod semnificativ deviația de ieșire și offset-ul DC. Din păcate, orice design care folosea un chopper nu și-a putut folosi intrarea non-inversoare în niciun alt scop. Cu toate acestea, caracteristicile mult îmbunătățite ale amplificatorului operațional stabilizat cu elicopter au făcut din acesta modalitatea dominantă de utilizare a amplificatoarelor operaționale. Tehnicile care foloseau intrarea fără inversare în mod regulat nu vor fi foarte populare până în anii 1960, când circuitele integrate de amplificare operaționale au început să apară pe teren.
1953Amplificatoarele operaționale cu tub vid au devenit disponibile comercial odată cu lansarea modelului K2-W de la George A. Philbrick Researches, Incorporated. Denumirea de pe dispozitivele prezentate, GAP/R, este un acronim pentru numele complet al companiei. Două tuburi de vid 12AX7 cu nouă pini au fost montate într-un pachet octal și aveau disponibil un supliment de elicopter model K2-P care ar „utiliza” efectiv intrarea neinversabilă. Acest amplificator operațional s-a bazat pe un descendent al designului lui Loebe Julie din 1947 și, împreună cu succesorii săi, va începe utilizarea pe scară largă a amplificatoarelor operaționale în industrie.
1961Un amplificator operațional realizat cu componente discrete. Odată cu nașterea tranzistorului în 1947 și a tranzistorului cu siliciu în 1954, conceptul de circuite integrat a devenit realitate. Introducerea procesului planar în 1959 a făcut ca tranzistoarele și circuitele integrate să fie suficient de stabile pentru a fi utilzate comercial. Până în 1961, au fost produse amplificatoare operaționale cu componente discrete. Aceste amplificatoare operaționale erau efectiv plăci de circuite imprimate mici, prevăzute cu conectori de margine. De obicei, aveau rezistențe măsurate și selectate manual pentru a îmbunătăți deriva termică și compensarea diferențelor de tensiune la intrare. Modelul din fotografia anexată, P45 (fabricat în 1961) a avut un câștig de 94 dB și a funcționat alimentat diferențial la surse de ±15 V. Acesta a fost proiectat  să accepte semnale  la intrare în intervalul de ±10 V.
1961Un amplificator operațional cu diode varactor în punte. La început au fost multe direcții diferite luate în considerare la proiectarea unui amplificator operațional. Amplificatoarele operaționale cu diode  varicap au început să fie produse la începutul anilor 1960.Acestea au fost concepute pentru a avea un curent de intrare extrem de mic și sunt încă printre cele mai bune amplificatoare operaționale disponibile în ceea ce privește factorul cunoscut ca  respingerea modului comun, având capacitatea de a face față corect la tensiuni de sute de volți aplicate la intrările lor. Până în 1962, mai multe companii produceau pachete modulare în cutii de plastic care puteau fi conectate la plăci de circuite imprimate. Aceste module erau de o importanță crucială, deoarece transformau amplificatorul operațional într-o singură cutie neagră care putea fi ușor tratată ca o componentă într-un sistem mai mare.
1963A fost lansat primul amplificator operațional IC monolitic, tipul μA702, proiectat de Bob Widlar de la Fairchild Semiconductor. Circuitele integrate monolitice constau dintr-un singur cip de siliciu, spre deosebire de un cip și alte componente discrete (un IC discret) sau mai multe cipuri legate și conectate pe o placă de circuit (un IC hibrid). Aproape toate amplificatoarele operaționale moderne sunt circuite integrate monolitice; totuși, acest prim circuit integrat nu a avut prea mult succes. Probleme cum ar fi,  necesitatea utilizării de tensiuni de alimentare neuniforme, câștigul scăzut și un interval dinamic mic au împiedicat dominația amplificatoarelor operaționale monolitice până în 1965, când a fost lansat circuitul μA709. de asemenea, proiectat de Bob Widlar.
1968Lansarea circuitului integrat μA741. Popularitatea amplificatoarelor operaționale monolitice a fost îmbunătățită în continuare odată cu lansarea LM101 în 1967, care a rezolvat o mare parte de probleme, și lansarea ulterioară a circuitului μA741 în 1968. μA741 a fost extrem de similar cu LM101, cu excepția faptului că facilitățile lui Fairchild le-au permis includerea și a  unui condensator de compensare de 30 pF în interiorul cipului, în loc să necesite compensare externă. Această diferență simplă a făcut din 741 amplificatorul operațional un model standard și ulterior multe dintre amplificatoare moderne își bazează pinout-ul pe 741. μA741 este încă în producție și a devenit omniprezent în electronică — mulți producători produc o versiune a acestui cip clasic, recunoscută după numerele de piesă care conțin 741. Aceeași piesă este produsă de mai multe companii.
1970Primul design FET de mare viteză și curent de intrare scăzut. În anii 1970 au început să fie realizate proiecte de curent de mare viteză și cu intrare redusă prin utilizarea FET-urilor. Acestea vor fi înlocuite în mare măsură cu amplificatoare operaționale fabricate cu MOSFET-uri în anii 1980.
1972Se produc amplificatoare operaționale cu posibilitatea de alimentare de la o singură tensiune. Un amplificator operațional cu alimentare la o singură tensiune este unul în care tensiunile de intrare și de ieșire pot fi la fel de scăzute ca tensiunea negativă de alimentare, în loc să fie nevoie să fie cu cel puțin doi volți deasupra acesteia. Rezultatul este că poate funcționa în multe aplicații cu pinul de alimentare la tensiune negativă de pe amplificatorul operațional fiind conectat la masa de semnal, eliminând astfel necesitatea unei surse de alimentare negative separate. LM324 (lansat în 1972) a fost un astfel de amplificator operațional care a venit într-un pachet quad (patru amplificatoare operaționale separate într-un singur pachet) și a devenit un standard în industrie. Pe lângă ambalarea mai multor amplificatoare operaționale într-un singur pachet, anii 1970 au văzut și nașterea amplificatoarelor operaționale în pachete hibride. Aceste amplificatoare operaționale au fost în general versiuni îmbunătățite ale amplificatoarelor operaționale monolitice existente. Pe măsură ce proprietățile amplificatoarelor operaționale monolitice s-au îmbunătățit, circuitele integrate hibride mai complexe au fost rapid retrogradate la sistemele care trebuiau să aibă o durată de viață extrem de lungă sau alte sisteme specializate.
Tendințe recenteRecent, tensiunile de alimentare din circuitele analogice au scăzut (așa cum au scăzut în logica digitală) și au fost introduse amplificatoare operaționale de joasă tensiune reflectând acest lucru. Sursele de 5 V și tot mai mult 3,3 V (uneori chiar și 1,8 V) sunt comune. Pentru a maximiza intervalul de semnal, amplificatoarele operaționale moderne au în mod obișnuit ieșire rail-to-rail (semnalul de ieșire poate varia de la cea mai mică valoare a tensiunii de alimentare până la cea mai mare valoare) și uneori au intrări care acceptă semnale rail-to-rail.

## Caracteristici amplificator operațional
Amplificatorul operațional face parte din categoria amplificatoarelor diferențiale.
Alte tipuri de amplificator diferențiale
- Amplificatorul complet diferențial (este similar cu amplificatorul operațional, dar este prevăzut cu două ieșiri)
- Amplificatorul de instrumentație (este construit de obicei din trei amplificatoare operaționale)
- Amplificatorul de izolare (este similar cu amplificatorul de instrumentare, dar cu toleranță la tensiunile de mod comun, care ar distruge un amplificator operațional obișnuit)
- Amplificatorul cu feedback negativ (de obicei construit din unul sau mai multe amplificatoare operaționale și o rețea de feedback rezistiv).

AO integrat monolitic realizează: 
- O amplificare în tensiune de valoare ridicată în buclă deschisă, în regiunea liniară de funcționare: {\displaystyle A_{\text{o}}} = {\displaystyle 10^{4}} ~{\displaystyle 10^{6}}
- O impedanță de intrare foarte mare: {\displaystyle Z_{\text{in}}} = {\displaystyle 10^{6}} ~{\displaystyle 10^{\text{15}}} ohmi
- O impedanță de ieșire foarte mică: {\displaystyle Z_{\text{ieș}}} = {\displaystyle 10^{2}} ~ {\displaystyle 10^{3}} ohmi
- Bandă de trecere începând din curent continuu și cuprinsă uzual între {\displaystyle 0} Hz și {\displaystyle 10^{6}}Hz
- Două intrări și o ieșire pentru semnal: intrarea neinversoare la care un semnal aplicat este regăsit la ieșire cu aceeași fază și intrarea inversoare la care același semnal aplicat este regăsit la ieșire defazat cu 180 de grade;
- Un raport semnal zgomot foarte bun în procesul de amplificare
- Sensibilitate deosebită la intrare: {\displaystyle 10^{\text{-8}}} ~ {\displaystyle 10^{\text{-6}}} {\displaystyle V_{\text{ef}}}
- Consum redus de putere și alimentare la tensiuni joase ±12V ~ ±15V

Simbolul electric al amplificatorului operațional

### Simbolul electric
În mod uzual un amplificator operațional are două borne de intrare și o singură ieșire. Cele două borne de intrare au funcții complementare.
Intrarea inversoare este notată cu semnul (-) iar cea neinversoare cu semnul (+). 
Aceste semne nu au nici o legătură cu polaritatea tensiunilor individuale, u+ și u-, care se pot aplica pe aceste terminale, deoarece ambele semnale pot fi, în raport cu masa, atât pozitive cât și negative. Aceste semne au în schimb legătură cu relația de fază dintre semnalele de intrare și cel de ieșire. 
- Astfel, dacă intrarea neinversoare se leagă la masă iar pe intrarea inversoare se aplică un semnal cu variație crescătoare, la ieșire se obține un semnal cu variație descrescătoare. Din acest motiv intrarea (-) se numește inversoare.
- Similar, dacă intrarea inversoare este conectată la masă și se aplică un semnal cu variație crescătoare pe intrarea neinversoare, la ieșire se obține un semnal tot cu variație crescătoare. Din această cauză intrarea (+) se numește neinversoare.

Notații:
- V+ : intrarea fără inversare
- V− : intrarea cu inversare
- Vout: ieșirea
- VS+: alimentarea cu tensiune pozitivă
- VS−: alimentarea cu tensiune negativă